# Deppea purpurascens
Deppea purpurascens är en måreväxtart som beskrevs av David H. Lorence. Deppea purpurascens ingår i släktet Deppea och familjen måreväxter. Inga underarter finns listade i Catalogue of Life.